# Sascha Piontek
Sascha Piontek (* 7. Juni 1973 in Leer (Ostfriesland)) ist ein deutscher Jurist. Er ist seit Juni 2022 Richter am Bundesgerichtshof.

## Leben und Wirken
Piontek trat nach Abschluss seiner juristischen Ausbildung in Münster im Jahr 2003 in den Justizdienst des Landes Nordrhein-Westfalen ein und war zunächst bei dem Landgericht Münster und dem Amtsgericht Münster tätig. Von Juni 2004 bis Dezember 2005 war er als richterlicher Mitarbeiter in der Justizverwaltung an das Oberlandesgericht Hamm abgeordnet. Ab dem Januar 2006 war er bei dem Landgericht Dortmund tätig. Dort erfolgte im April 2006 seine Ernennung zum Richter am Landgericht. Ab Mai 2008 war Piontek für zwei Jahre an das Justizministerium des Landes Nordrhein-Westfalen abgeordnet. Im Oktober 2010 wurde er zum Richter am Oberlandesgericht in Hamm ernannt. Von Januar 2016 bis Dezember 2018 war er als wissenschaftlicher Mitarbeiter an den Bundesgerichtshof abgeordnet.
Nach der Ernennung zum Richter am Bundesgerichtshof am 1. Juni 2022 wies das Präsidium Piontek dem vornehmlich für das Versicherungs- und Erbrecht zuständigen IV. Zivilsenat zu.